# زيزفورة باميرالاية
زيزفورة باميرالاية (الاسم العلمي:Ziziphora pamiroalaica) هي نوع من النباتات يتبع جنس الزيزفورة من الفصيلة الشفوية. سمي هذا النوع من النبات نسبة إلى جبال بامير ألاي في آسيا الوسطى.